# Бора Кечић
Бора Кечић (Крчедин, код Инђије, 1919 — Грабовац, код Обреновца, 14. октобар 1941) био је учесник Народноослободилачке борбе.

## Биографија
Рођен је 1919. у Крчедину, али је пре Другог светског рата дошао у село Грабовац, код Обреновца, где је радио као млинар. Након напада Сила Осовине на Краљевину Југославију, као војник Југословенске војске учествовао је у Априлском рату 1941. године. После брзе капитулације, одбио је да се преда окупатору и наставио да четује у околини Обреновца, вршећи повремено мање нападе на немачке војнике и колаборационисте. Ослањајући се на четничку традицију сматрао је да треба да се прикључи четницима Косте Пећанца, који је у међуратном периоду водио четничко удружење.
Самостално је деловао све до јула 1941. када је ступио у контакт са борцима Посавског партизанског одреда, који је нешто раније формиран. Убрзо је постао борац Посавског одреда, у коме је због храбрости коју је исказивао у акцијама, као и одређене популарности коју је стекао међу народом у обреновачким селима, постављен за водника. Распоређен је у Прву чету Првог посавског батаљона, чији су Штаб сачињавали: командант био Раденко Ранковић, политички комесар Влада Аксентијевић и заменик команданта Миле Албанта.
Књижевник Јован Поповић, који га је у упознао у лето 1941, посветио му је причу под називом Бора Кечић је постао што је желео у својој збирци приповедака Истините легенде, објављеној 1944. године. Ова збирка приповедака била је у време постојања СФР Југославије део лектире за основне школе, а најпознатија приповетка из збирке је Пинки је видео Тита.
Његово име носе улице у Београду, Обреновцу и Крчедину, као и аутотранспортно предузеће Бора Кечић из Обреновца и предузеће Бора Кечић специјални транспорти из Железника. Такође, његово име је током 1980-их носила и омладинска радна бригада из Обреновца.